# Svenska vinodlare
Föreningen Svenska vinodlare är en sammanslutning av vinodlare i Sverige. Huvuddelen av de svenska odlare som har kommersiella ambitioner är medlemmar i föreningen. De flesta medlemmar odlar dock vin som hobby, snarare än i kommersiell skala.